# Sun of Jamaica
Sun of Jamaica ist ein Lied der Goombay Dance Band, das im Oktober 1979 als Single erschien und 1980 auch auf dem Album Zauber der Karibik veröffentlicht wurde. Es war der einzige Nummer-eins-Hit der Goombay Dance Band in Deutschland sowie einer von zweien in Österreich. Zudem war es die meistverkaufte Single des Jahres 1980 in Deutschland.

## Entstehung und Inhalt
Das Lied wurde von Ekkehard Stein und Wolfgang Jass geschrieben und von Ernest Clinton und Jochen Petersen produziert. Der Popsong weist sowohl Elemente der Disco-Musik wie auch des Schlagers auf. Auch einige Elemente karibischer Musik sind eingeflochten. Der Erzähler spricht in den als gesprochene Passagen dargebotenen Strophen von seinem Wunsch, Jamaika zu besuchen, da er als kleiner Junge den Film Meuterei auf der Bounty gesehen hat. Es handelt sich um die Version des Films von 1962, da Marlon Brando explizit erwähnt wird.

## Veröffentlichung und Rezeption
Die Single erschien im Oktober 1979 bei CBS. Auf der B-Seite befindet sich der Titel Island of Dreams, bei der britischen Single von 1982 allerdings Alice My Love. Sun of Jamaica erreichte Platz eins der deutschen Singlecharts und war vom 21. Januar bis 27. April 1980 mit Unterbrechungen neun Wochen dort platziert, insgesamt war der Titel 41 Chartwochen darin notiert. In Österreich erreichte er ebenfalls Platz eins (28 Chartwochen) und in der Schweiz Platz drei (17 Chartwochen). In den Niederlanden kam er auf Platz eins (13 Chartwochen), in Belgien (Flandern) ebenso (13 Chartwochen) wie in Spanien (fünf Wochen auf Platz eins). In Schweden kam der Titel auf Platz fünf (acht Wochen) und in Neuseeland auf Platz 19. Der Song war auch auf zahlreichen Kompilationen enthalten. 1982 erreichte die britische Single Platz 50 der dortigen Charts sowie Platz 14 in Irland. In Deutschland erhielt die Single für über 500.000 verkaufte Exemplare eine Platin-Schallplatte, weltweit verkaufte sich die Single über zehn Millionen Mal.
Am 3. November 1979 führte die Goombay Dance Band das Lied in der Aktuellen Schaubude im NDR Fernsehen, am 25. Februar 1980 in disco im ZDF und am 19. April 1980 im Kessel Buntes des DDR-Fernsehens auf. Am 24. Oktober 1985 war sie bei Melodien für Millionen zu Gast. Bei den Auftritten gehörte das Feuerspucken von Oliver Bendt sowie Limbo-Dancing der Bandmitglieder zum Programm.
Der Song wurde mehrfach wiederveröffentlicht, etwa 1992, 1995 (Goombay Dance Band & Cool Summer Cuts) und 1999. Auch erschien 2012 eine deutsche Version der Goombay Dance Band mit dem Titel Traum von Jamaica, unter dem Peter Alexander 1988 seine Version veröffentlicht hatte.
| ChartsChartplatzierungen     | Höchstplatzierung | Wochen |
| ---------------------------- | ----------------- | ------ |
| Deutschland (GfK)            | 1 (41 Wo.)        | 41     |
| Österreich (Ö3)              | 1 (28 Wo.)        | 28     |
| Schweiz (IFPI)               | 3 (17 Wo.)        | 17     |
| Vereinigtes Königreich (OCC) | 50 (4 Wo.)        | 4      |

| Land/Region        | Auszeichnungen für Musikverkäufe (Land/Region, Auszeichnung, Verkäufe) | Verkäufe |
| ------------------ | ---------------------------------------------------------------------- | -------- |
| Deutschland (BVMI) | Platin                                                                 | 500.000  |
| Insgesamt          | 1× Platin ·                                                            | 500.000  |

## Coverversionen
Es erschienen zahlreiche Coverversionen. Eine deutschsprachige Coverversion von 1980 mit dem Titel Nie mehr allein sein stammt von Tony Holiday, der den deutschen Text selbst schrieb. Diese Version, die von Uve Schikora produziert wurde, erreichte Platz 15 der deutschen Charts und war 25 Wochen platziert. Tony Holiday führte den Song erstmals am 21. April 1980 als Neuvorstellung in der ZDF-Hitparade auf. Er wurde auf Platz zwei gewählt und durfte daher den Titel in der folgenden Episode am 19. Mai 1980 erneut aufführen. In dieser wurde er auf Platz eins gewählt, was ihm einen dritten Auftritt am 23. Juni 1980 verschaffte.
Weitere Versionen stammen unter anderem von Audrey Landers, Dieter Hallervorden (Didi Forever), Günter Willumeit (Nie mehr Mallorca), Jairo (Les jardins du ciel und Nuestro amor será un himno), Ricky King, De Strangers (’t Strand van ’t St. Anneke), Helena Vondráčková (Léto je léto), Lisa del Bo, Willy Sommers & Luc Steeno, Adrian Wolf (Dochter van Bali), dem Orchester Kai Warner, Darko Domijan (Ruže u snijegu), Peter Alexander (Traum von Jamaica), dem Orchester Udo Reichel (Nie mehr allein sein), dem Disco Light Orchestra, Kaboom feat. Goombay Dance Band, Naddel (Sun of Mallorca) sowie Cérena avec la chorale des petits chanteurs d’Asnières (Les jardins du ciel).